# Störst av allt
 (avril 2020).
Si vous disposez d'ouvrages ou d'articles de référence ou si vous connaissez des sites web de qualité traitant du thème abordé ici, merci de compléter l'article en donnant les références utiles à sa vérifiabilité et en les liant à la section « Notes et références ».
Albums de Carola
18 bästa Från nu till evighet
Störst av allt est un album de Carola sorti le 4 mai 2005, produit par Erik Hillestad chez Universal Music.

## Liste des chansons
- 01. Störst av allt (Erik Hillestad / Carola Häggkvist)
- 02. Kärleksvals (Ulrik Neumann / Håkan Elmquist)
- 03. Tillägnan (Lars Forsell / Monica Dominique)
- 04. Barn och stjärnor (Ylva Eggehorn / Hans Nyverg)
- 05. Håll mitt hjärta (Bjorn Skifs/Lars-Goran Andersson / Peter Hallstrom)
- 06. Allting har sin tid (Bjorn Ring)
- 07. Gammal fäbodspsalm (Gunlis Österberg / Oskar Lindberg)
- 08. Över älven (Erik Hillestad / Carola Häggkvist)
- 09. Måne och sol (Britt G Hallqvist / Egil Hovland)
- 10. Jag har hört om en stad ovan molnen (Lydia Lithell/Rysk)
- 11. Allt kommer bli bra mamma (Carola Häggkvist)
- 12. Jag ger dig min morgon (Tom Paxton / Fred Åkerström)
- 13. Den första gång jag såg dig (Birger Sjöberg)
- 14. Närmare Gud till dig (Sarah Fuller Adams / Emanuel Linderholm / Lowel Mason)
- 15. Genom allt (Album version) (Carola Häggkvist)
- 16. Genom allt (Radio version) (Carola Häggkvist)

## Single

### Genom Allt
- 01. Genom allt (Radio version)

## Classement
- Suède n°1[1]
- Norvège n°16[2]